# 미아즈마

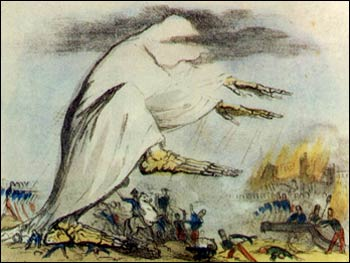
19세기 당시 콜레라 전염병을 그린 작품. 독을 품은 공기가 질병을 퍼트린다는 당시의 인식을 보여주고 있다.

미아즈마(Miasma), 장기설(瘴氣設)이란 폐기된 의료 학설중 하나로서, 콜레라, 클라미디아, 흑사병 등 질병의 발병원인이 ‘미아즈마’(고대 그리스어: μίασμα, "오염")라 불리는 ‘나쁜 공기’에 있다는 주장이다. 학계에서 완전히 폐기되는 1880년까지 정설로 널리 받아들여졌다.  

## 개요
물질이 부패하며 발생하는 미아즈마로 인하여 전염병이 돈다는 주장으로, 주로 전염병과 관련하여서만 사용된 학설이지만, 19세기 초반의 일부 학자들은 이 학설을 이용하여 다른 주장(음식의 냄새만 맡고도 살이 찔 수 있다는 등)을 펼치기도 했다.
물질이 부패하여 악취가 나는 곳은 주로 병원균이 번식하고 전염병이 창궐하기 때문에 당시에는 정설로 취급되며 매우 신빙성 있는 학설로 받아들여졌지만, 세균의 존재를 몰랐던 당시에 질병 원인을 병원균이 아닌 악취로 규정하였기 때문에 근본적으로 잘못된 이론이다.
공식적으로 폐기되는 19세기 말까지 고대 유럽과 중국에서 널리 정설로 받아들여졌다. 1880년 이후 이 학설은 미생물 이론(특정 질병의 발병 원인은 특정한 미생물에 있다는 이론)으로 대체되며 완전히 학계에서 폐기되고 만다. 한편 질병을 막기 위해 악취를 제거해야 한다는 기존의 인식 탓에 나라에서 도시 환경미화에 노력을 기울이는 등 긍정적인 효과도 있었다.

## 어원
‘미아즈마’(고대 그리스어: μίασμα)라는 말의 어원은 “오염”이라는 의미의 고대 그리스어에서 유래하였다. 중세 이탈리아어로 “나쁜 공기”라는 의미를 가진 말라리아와도 어원의 유사성이 있다.

## 폐기 전 세간의 인식

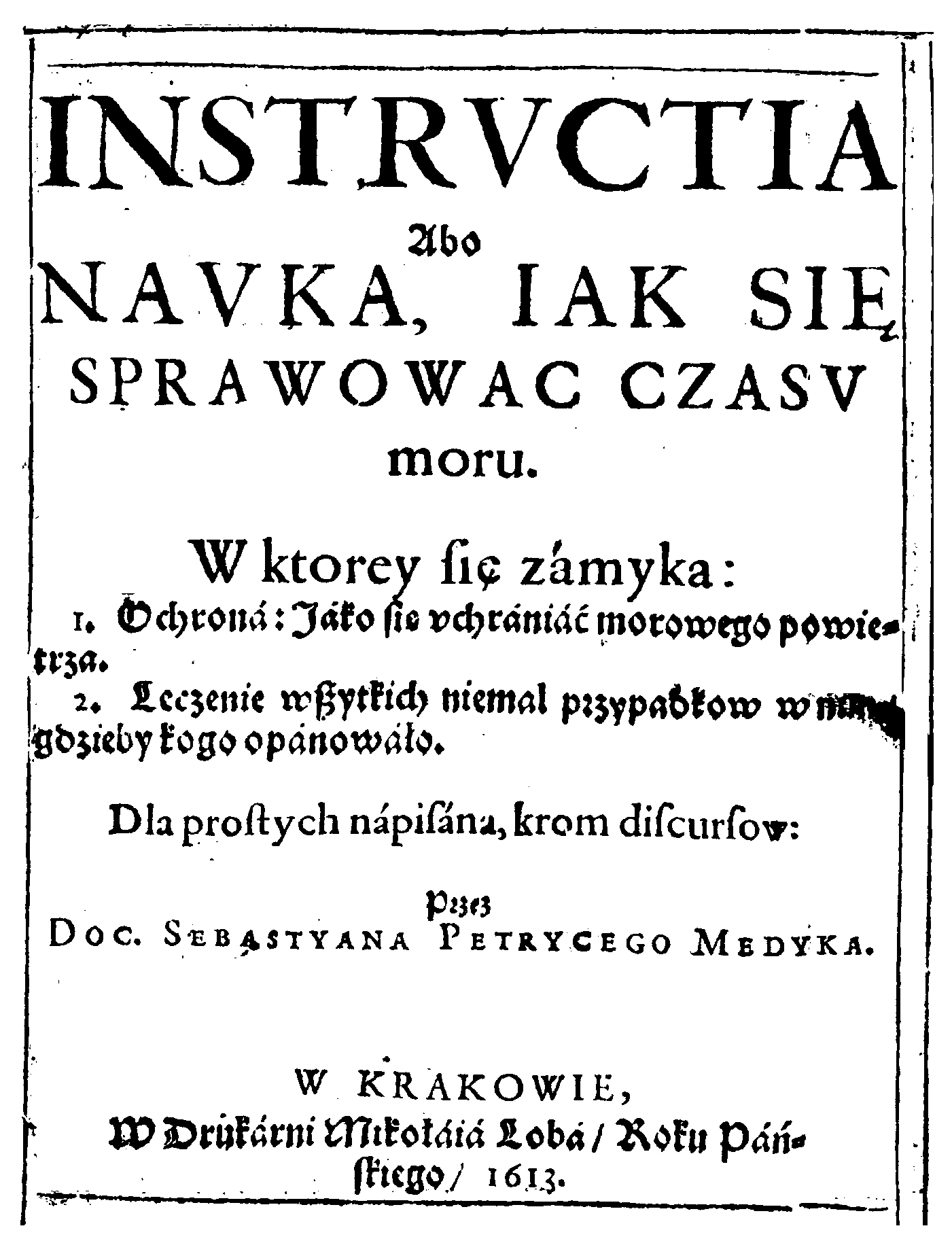
1613년 크라쿠프에서 발간된 책으로, 이른바 “나쁜 공기”의 예방에 관한 내용을 담고 있다.

해당 시대 사람들은 미아즈마라는 독성을 머금은 수증기라고 믿었으며 질병을 일으키는 성분이 작게 분해되어 습기의 형태를 띤다고 생각했다. 당시 학계에서는 질병은 그러한 수증기가 발생되는 환경, 즉 오염된 물이나 악취가 나는 공기, 더러운 위생 상태와 같은 조건에서 발생하는 것으로 보았는데, 유해여부는 악취의 유무를 통해 판별하였으며, 사람에서 사람으로 직접 전염되는 것이 아니라 같은 미아즈마 수증기의 영향권에 있다면 전염된다고 믿었다.
1850년대 당시 학계에서는 런던과 파리에서 유행하던 콜레라의 원인으로 미아즈마를 꼽았다. 미아즈마 학설의 신봉자였던 윌리엄 파(William Farr)는 콜레라가 공기를 통해 전염되며 템즈강 유역에 엄청난 ‘미아즈마’가 있다고 주장했다. 당시 템즈강 유역은 생활하수가 그대로 흘러들어가며 위생이 나쁜 탓에 악취가 심하였으므로 아예 틀린 주장은 아니었다. 콜레라 창궐 당시 세간에 널리 받아들여지고 있었던 미아즈마 학설은, ‘콜레라는 물을 통해 전염된다’는 존 스노의 주장이 나오자 그 빛을 잃게 된다. 콜레라는 물로만 전염되는 것은 아니었지만 역학조사를 통한 존 스노의 주장은 기존의 미아즈마 학설보다 훨씬 근거있는 주장이었고, 결과적으로 이 주장은 일부 사실로 밝혀지고 미아즈마 학설은 학계에서 점차 의심받기 시작한다. 존 스노는 이 업적으로 훗날 ‘역학의 아버지’로 불리게 된다. 미아즈마 학설 탓에 악취만 제거하면 된다는 인식을 가지던 당시 런던에서는 인분과 오물을 그대로 템즈강으로 유입시키는 등 악취제거 위주의 잘못된 전염병 대처를 하였고 결국 런던 소호 지역은 물론 콜레라 발병 지역 전역에서 콜레라 대처가 늦고 말았다.
크림 전쟁의 유명한 간호사 플로렌스 나이팅게일 역시 당시 정설처럼 받아들여지던 미아즈마 학설의 신봉자였으며 이에 따라 병원 내의 냄새제거와 위생개선에 대단히 힘썼다. 나이팅게일은 저서 《노동자 계층 간호 참고서》(Notes on Nursing for the Labouring Classes, 1860년)에서 환자가 실내에서도 바깥 공기와 같은 신선한 공기를 마실 수 있도록 실내환경을 유지할 것을 권장하였다. 나이팅게일의 이러한 노력은 비록 잘못된 학설을 근거로 시행한 것들이지만 결과적으로 병원 내 청결 유지와 위생개선, 원내감염 예방에 큰 도움이 되었고 이같은 노력은 현대의 병원에서도 계속되고 있는 것이다.
19세기 초 유럽 지역에서는 경고문 등에서 ‘유해한 안개’(unhealthy fog)라 표현되며 위험한 것으로 간주되었는데, 당시에는 안개가 생기면 해당 지역에 미아즈마가 존재한다는 것을 강하게 시사한다고 보았다. 미아즈마는 안개나 연기처럼 기류에 의해 이동하며 바람을 통해 확산되며, 단순히 공기중을 떠다니는 것이 아니라 공기 자체를 바꾸어버린다고 생각했다. 마치 사람이 질병에 감염되듯이 대기환경 자체가 감염된다고 믿은 것이다. 당시의 많은 사람들이 미아즈마가 대기 환경과 공기의 성질 자체를 완전히 변화시키는 신비로운 존재라고 생각했다.

## 19세기 이후

### 발효병 이론과 밤공기
발효병 이론(Zymotic Theory)에 따라 당대에는 "미아즈마"는 토양에서 올라와서 질병을 퍼트린다고 생각했다. 미아즈마는 썩어가는 초목과 더러운 물(늪, 슾지, 도시의 빈민가 등)에서부터 비롯된다고 믿었다.
당대의 일반적인 사람들, 특히 허약하거나 병약한 사람들은 밤공기(night air, 미아즈마의 이명)를 마시는 걸 꺼려 가급적 밖에 나가지 않았고 집 문을 닫아놓았다. 발효병 이론의 영향으로 차가운 공기는 병을 옮긴다는 속설이 있어 대중들은 찬 공기도 두려워했다. 밤공기에 대한 공포는 난방시설과 환기장치의 발달과 함께 서서히 사라졌고, 말라리아의 확산에는 모기가 직접적인 영향을 미친다는 것이 알려지며 이러한 인식 전환에 기여했다.

### 전염론과 미아즈마론
19세기 이전만 해도 서구권에서는 밤공기(night air)는 유해한 것으로 보았다. 19세기가 지나는 동안, 의학계에서는 질병확산의 원인에 대한 견해가 전염론과 미아즈마론 두 가지로 나뉘게 된다. 전염론자(Contagionist)들은 질병이 신체적 접촉을 통해 전염된다고 주장하였고, 미아즈마론자들은 질병은 미아즈마의 형태로 공기중에 존재하여 신체적 접촉 없이도 전염이 가능하다고 주장하였다. 대표적인 미아즈마론자는 토머스 사우스우드 스미스와 플로렌스 나이팅게일이었다.
결과적으로, 전염론과 미아즈마론 둘 다 완전히 틀린 학설은 아니었다. 현재의 세균 이론으로 밝혀진 바로는, 질병에 따라 다르지만 직접적인 접촉으로 인한 전염과 공기중 전염 둘 다 가능하다.

### 위생공학개혁으로의 영향
19세기 초반 당시 영국의 공업화된 도시들의 생활 환경은 매우 비위생적이었다. 그러한 공업도시들의 인구 증가속도는 도시 인프라가 감당할 수 없을 정도로 빨랐다. 맨체스터 지역의 인구는 겨우 10년만에 2배로 증가하였고 이는 엄청난 폐기물의 증가로 이어졌다.

#### 에드윈 채드윅의 개혁
위생공학자들의 시각에서 미아즈마 학설은 상당히 설득력이 있는 것이었다. 콜레라 등의 전염병이 습하고 악취가 나는 곳에서 창궐하는 이유가, 미아즈마 학설로는 그럴듯하게 해명이 되었기 때문이었다. 병원균들이 본래 습하고 비위생적인 곳에서 번식하기 쉽고 그런 곳은 당연히 악취가 나기 마련이기 때문에 언뜻 그럴듯하였지만, 비위생적인 환경의 결과였던 악취를 질병의 원인으로 규정하였기 때문에 틀린 접근이었다. 당시 위생공학 개혁에 선구자격 역할을 했던 에드윈 채드윅(Edwin Chadwick)은 ‘모든 냄새는 질병’이라고 주장하며 위생처리 시스템을 근본적으로 개혁하여 높아져만 가는 대도시 사망률을 낮춰야한다고 역설했다. 채드윅은 콜레라와 장티푸스의 유행은 도시화와 직접적인 연관이 있다고 주장하면서 각 가정과 직접 연결된 새롭고도 독립적인 하수처리시스템의 도입이 시급하다고 강조했다. 채드윅은 영국 왕립통계학회(Royal Statistical Society)의 보고서를 인용하여 19세기 초 급격한 도시화의 진행과 함께 질병률과 사망률이 극적인 증가추이를 보이고 있음을 증거로 내세웠다. 물론 채드윅은 잘못된 학설인 미아즈마 학설을 배경으로 이러한 주장을 내세우기는 했지만, 이후의 위생환경 개선에 큰 기여를 하였다. 별개의 배수 시스템을 도입하여 하수구에서 가정으로 역류하는 악취를 차단한 것이 그 예인데, 이는 악취 뿐 아니라 상수도와의 근본적인 차단을 이루게 되었고 의도와는 달랐지만 결과적으로는 콜레라 발병 감소에 기여하게 되었으며 일시적으로 미아즈마 학설을 뒷받침하는데 사용되었다.
미아즈마 학설은 비위생적인 환경(그리고 이러한 환경에서 비롯되는 악취)과 질병의 상관관계에 있어서는 매우 일관적인 관점을 가지고 있었다. 위생적으로 환경을 개선하면 질병이 줄어든다는 주장 자체는 현대에도 틀린 말이 아니다. 그러나 미아즈마 학설은 미생물학적 관점에서는 틀렸다. 세균학의 시작 자체는 1870년대와 1880년대 사이에 이루어지며 미아즈마 학설을 부정하였지만, 학계에서 곧바로 인정받지는 못했다. 하수에서 발생하는 악취는 미아즈마 학설의 핵심요소 중 하나인데, 이 악취를 발생시키는 오염된 하수에는 장티푸스와 콜레라를 일으키는 병원균을 포함한 수많은 세균들이 번식하였기 때문에, 세균의 존재를 몰랐던 당시에는 원인과 결과가 맞아드는 것처럼 보였고 세균학 연구가 시작된 이후에도 미아즈마 학설은 많은 사람들의 지지를 받고 있었다.

#### 존 스노의 발견
이후 1850년대에 영국의 의사 존 스노(John Snow)가 콜레라와 장티푸스 유행이 오염된 식수원과 밀접한 관련이 있다는 것을 발견하였고, 이 업적을 통해 미아즈마 학설은 사실상 폐기 수순을 밟게 되었다. 1854년 콜레라 대유행 당시 존 스노는 런던 소호(Soho) 지역의 콜레라 발병률 통계를 토대로 발병환자들의 주거지와 이 환자들의 공통점에 대해 추적한 결과 환자의 절대다수가 브로드 가(Broad Street)에 있는 펌프에서 식수를 길어 쓰고 있는 것을 알아냈고, 바로 그 펌프에서 나오는 오염된 물을 원인으로 지목했다. 존 스노는 해당 지자체를 설득하여 그 펌프 손잡이를 제거하도록 하였고, 해당 지역에서의 콜레라 발병은 크게 감소하게 된다. 존 스노는 이어 1857년에는 콜레라 환자들 대부분의 발병원인이 인간의 폐기물과 배설물로 오염된 식수임을 주장하는 논지의 글을 《영국 의학 저널》 (British Medical Journal)에 기고한다. 스노는 비교적 깨끗한 상류의 물을 식수원으로 사용하는 사람들의 콜레라 발병률이 하류 쪽 물을 사용하는 사람들의 발병률보다 현저하게 낮다는 통계자료를 근거로 제시하였다. 존 스노의 연구가 콜레라 유행의 원인이 해로운 공기가 아닌 오염된 물이라는 가설을 뒷받침하기에 충분하였으나, 검증위원회에서는 이러한 발견이 기존의 미아즈마 학설을 뒤집어엎을 정도의 의미있는 발견이라고 보기 어렵다며 존 스노의 주장을 일축하였다. 또한 존 스노의 주장이 당시 경제효율적인 측면에 있어서도 부정당하기 좋은 입장이었던 것이, 당시 많은 식수회사와 지자체가 템스강 등 오염된 물을 공중 우물로 끌어오고 있었는데, 수원지를 바꾼다거나 정화시스템을 도입한다는 발상 자체가 비용부담이 큰 것이기에 식수업계의 이해관계와 정면 대치되었기 때문이다. 그러한 경제적 요인과 맞물려 식수업계의 직접적인 개혁으로 이어지기까지는 오랜 시간이 걸렸다.
미아즈마 학설은 세균과 바이러스의 발견으로 전면 부정당하고 학계에서 완전히 폐기되었지만, 비위생적인 환경과 질병과의 상관관계를 세간에 알리는 것에는 큰 기여를 하였다. 이러한 인식은 공중보건 개혁으로 이어졌고 질병예방을 위해서 청결을 중시하는 문화가 자리잡았으며, 이어 영국에서는 1840년대와 1850년대에 걸쳐 공중보건법(Public Health Acts)을 입법하게 된다. 이 법규가 입법되면서 국가는 국민의 건강과 직결되는 업계에서의 위생과 청결을 법으로 의무화하였으며 이에 대해 감사와 수사를 할 수 있는 권한을 갖게 되었다. 영국의 이러한 제도적 개선은 1865년 미국에 알려지며 미국 제도개선에도 영향을 주었다.

#### 조셉 바잘젯의 개혁
19세기에 이루어진 많은 위생개혁 중에서도, 영국의 도시공학자  조셉 바잘젯(Joseph Bazalgette, 1819-1891)의 업적이 가져온 변화를 주요한 개혁으로 들 수 있다. 바잘젯은 당시 런던 도시위원회(Metropolitan Board of Works)의 치프 엔지니어였는데, 당시 의회는 대악취(the Great Stink) 사건으로 대두된 악취 문제 때문에 바잘젯에게 종합적인 하수도망 구축을 지시하였고 바잘젯은 곧바로 런던의 상수와 하수를 시스템적으로 분리한다. 이후 런던 주민들은 개선된 식수를 활용할 수 있었고 각종 수인성 전염병의 발병률이 획기적으로 줄어들었다. 시스템 구축 이후인 1866년에도 화이트채플(Whitechapel)의 작은 지역에서 콜레라가 발병한 적이 있으나 이곳은 바잘젯의 시스템이 아직 도입되지 않은 곳이었고 이는 오히려 새로 도입된 시스템의 효율성을 증명하는 실질적 증거로 작용하였다.

### 농업으로의 영향
상기한 대로 미아즈마 학설은 틀리기는 했어도 도시에서의 질병예방에는 어느정도 기여가 있었지만, 원인을 잘못 짚었기 때문에 농업계에서 인분을 안전하게 사용해야한다는 인식으로 이어질 수는 없었다. 당시만 해도 도시에서 발생한 인분을 모아서 주변지역의 농업에 활용하는 경우가 절대적으로 많았는데, 이후 미아즈마 학설이 폐기되고 학계가 제대로 된 질병원인을 찾으면서 인분의 무차별적인 사용은 없어졌다. 19세기 유럽 각각 도시에 하수도망을 이용한 인분처리 시스템이 도입되고부터 이러한 모습은 점차 사라지게 되었다.

### 미아즈마 학설과화장논란
19세기 공중보건에 있어서 장례 시의 화장 또한 미아즈마 학설의 관점에서 당시 논란이 되고 있었는데, 미아즈마 학설은 물질이 썩으면서 발생하는 공기중의 독성이 질병을 퍼트린다고 하는 주장이 그 요지였고 시체가 썩는 것도 예외가 아니라고 보았기 때문이다. 이후 미아즈마 학설이 부정되면서 공중보건에 있어서 화장 논란 또한 사라지게 되었다.

### 세균이론으로 대체되기까지
세균과 질병과의 상관관계에 대해서는 일찍부터 알려지기 시작했지만, 19세기 후반에 이르기까지 완전히 정설로 취급되지는 못했다. 영국의 의사 존 스노는 질병은 오염된 물 속의 독성 물질이나 병적 물질(morbid material)을 통해 퍼진다고 주장하였다. 존 스노는 1854년 런던 브로드 가의 콜레라 발병 건에서도 같은 주장을 한 바 있다. 당시 이탈리아 학계에서도 미아즈마 학설이 정설처럼 취급받고 있었기에 이탈리아의 현미경학자 필리포 파치니가 같은 해 발견한 간균(바킬루스) 또한 당시 학계에서 완전히 무시당했다.
이후 세월이 지나 1876년 로베르트 코흐가 탄저병을 일으키는 박테리아인 탄저균을 발견함에 따라 미아즈마 학설은 사실상 확실하게 폐기된다.
루이 파스퇴르가 1860년부터 1864년에 걸쳐서 실행한 세균과 질병간의 상관관계를 밝히기 위한 실험을 실시하였다. 파스퇴르는 연구를 통해 산욕열의 병리를 발견하고 분만 전후에 붕산을 이용한 세균소독법을 제안하였다.

## 같이 보기
- 동종요법
- 아로마테라피